# Fernanda Souza (ciclista)
Fernanda da Silva Souza (Iguatu, 15 de novembro de 1981) é uma ciclista olímpica brasileira.
Fernanda representou o Brasil nos Jogos Olímpicos de Verão de 2012 em Londres, na prova de estrada feminina, mas terminou acima do tempo.

## Trajetória
Fernanda começou no ciclismo em 2007, na modalidade mountain bike mas, depois, passou a se dedicar às provas de estrada. Em 2008, morando em Uberaba e trabalhando como bancária, conquistou o terceiro lugar na Copa América de Ciclismo. Foi convidada a se transferir para São Paulo e integrar a equipe A Tribuna/Specialized/Unilus.
Em 2009 passou a defender a equipe de São Caetano e, desde 2010, representa a equipe Funvic/São José dos Campos. No mesmo ano, conquistou a medalha de bronze, na categoria perseguição por equipe, nos Jogos Sul-Americanos de Medellín.
Em 2012 participou dos Jogos Olímpicos de Londres. Em 2014 foi campeã dos Jogos Sul-Americanos do Chile, na prova contrarrelógio.